# 연산아문
연산아문(連山衙門)은 대한민국 충청남도 논산시 연산면 있는, 조선시대 연산현의 관아를 출입하던 정문이다. 1973년 12월 24일 충청남도의 유형문화재 제9호로 지정되었다.

## 개요
조선시대 연산현의 관아를 출입하던 정문이다.
앞면 3칸·옆면 2칸의 2층 누각건물로, 지붕은 옆면에서 볼 때 여덟 팔(八)자 모양을 한 팔작지붕이다. 아래층은 각 칸마다 문을 달아 통행로로 이용하였고, 위층은 누마루로 4면에 난간을 둘렀다. 주춧돌이 없는 대신 돌기둥으로 아래층 중간부분까지 오도록 하였고 그 위에 나무기둥을 이어댔다.
연산아문은 지금 남아있는 조선 후기 관아건물 중 대표적인 양식의 문루이다.
이 건물은 조선 후기 연산현 청사(廳舍)의 정문으로 옛 모습을 그대로 보존하고 있다. 누각 뒤에는 객사(客舍) 터가 남아 있다.

## 같이 보기
- 연산현

## 참고 자료
- 연산아문 - 국가유산청 국가유산포털